# Jean-Rémy Bézias
Jean-Rémy Bézias, né en 1962, est un historien français, professeur agrégé d'histoire et docteur en histoire contemporaine, spécialiste reconnu des relations internationales et de la politique étrangère de la IVe République.

## Biographie

### Études
Étudiant à l'université Nice-Sophia-Antipolis, Jean-Rémy Bézias obtient son agrégation en 1985 et son doctorat sous la direction de Ralph Schor en 1996 avec une thèse sur la politique étrangère de Georges Bidault. Selon Ralph Schor, préfacier du livre de Jean-Rémy Bézias, « [cet ouvrage] comble un vide historiographique et apporte de nombreuses informations sur la politique extérieure et intérieure de la France. »

### Enseignement et recherches
Chargé de cours à l'université de Nice Sophia Antipolis depuis 1988, il enseigne aussi en hypokhâgne et en khâgne classique au lycée Masséna de Nice depuis 2003.
Ses recherches portent notamment sur les relations internationales du milieu du XIXe siècle à 1939, sur la Guerre de Crimée et les choix de politique étrangère du Général de Gaulle, et l'histoire du Comté de Nice.

### Un historien niçois
Jean-Rémy Bézias est chercheur associé au Centre de la Méditerranée moderne et contemporaine (CMMC), qui publie notamment les Cahiers de la Méditerranée. Ses domaines de recherche sont également l'histoire contemporaine de la Principauté de Monaco et des relations franco-monégasques, XIXe-XXe siècles et l'histoire régionale de la Provence et du Comté de Nice à l’époque contemporaine.
Il a participé à plusieurs épisodes de l'émission Secrets d'Histoire.

## Publications

### Ouvrages
- Le communisme dans les Alpes-Maritimes, 1920-1939, Serre, Nice, 1988.
- Les relations internationales : du milieu du XIXe siècle à 1939, Seuil, 1997, Collection Mémo.
- Relatiile internationale de la mijlocul secolului al XIX-lea pina in 1939, Bucarest, Institutul European, 2003.
- Georges Bidault et la politique étrangère de la France : Europe, États-Unis, Proche-Orient, 1944-1948, L'Harmattan, Paris, 2006

### Articles
- « Le Parti communiste à Nice au temps du Front populaire : quelques données sur la fortune d’un paradoxe », Cahiers de la Méditerranée, décembre 1986
- « Georges Bidault et le Levant : l’introuvable politique arabe (1945-1946) », Revue d’histoire moderne et contemporaine (Mélanges en hommage à Jean-Baptiste Duroselle), octobre 1995.
- « Frédéric Stackelberg, ou la révolution importée », Cahiers de la Méditerranée, décembre 1997
- « La conférence de Cannes : diplomatie et Côte d’azur (janvier 1922)», Cahiers de la Méditerranée, juin 2001
- « Crimée, 1854 : une guerre pour les Turcs », L'Histoire, 9, 2004.
- « 1944 : de Gaulle choisit Moscou », L'Histoire, 12, 2004.
- « "Do you speak French" ? », L'Histoire, 5, 2005.
- « Prélude au conseil de l'Europe : la déclaration de Georges Bidault à La Haye (19 juillet 1948) », Guerres mondiales et conflits contemporains, 2005/4 (no 220).
- « La France et l'intégration internationale de la principauté de Monaco (1918-1939)», Guerres mondiales et conflits contemporains, 2006/1 (no 221).
- « Les Alpes-Maritimes et la crise franco-monégasque de 1962 », Cahiers de la Méditerranée, n° 74, 2007
- « Qu’est-ce qu’un plébiscite au XIXe siècle ? Le vote niçois de 1860 en perspective », in Le Comté de Nice, la France et l’Italie. Regards sur le rattachement de 1860. Actes du colloque organisé à l’Université de Nice Sophia-Antipolis, 23 avril 2010, sous la direction de Ralph Schor et Henri Courrière, Nice, Serre, 2011.

## Décorations
- Chevalier de l'ordre du Mérite culturel de Monaco Il est fait chevalier le 18 novembre 2017[10].